# Trockeneisstrahlen

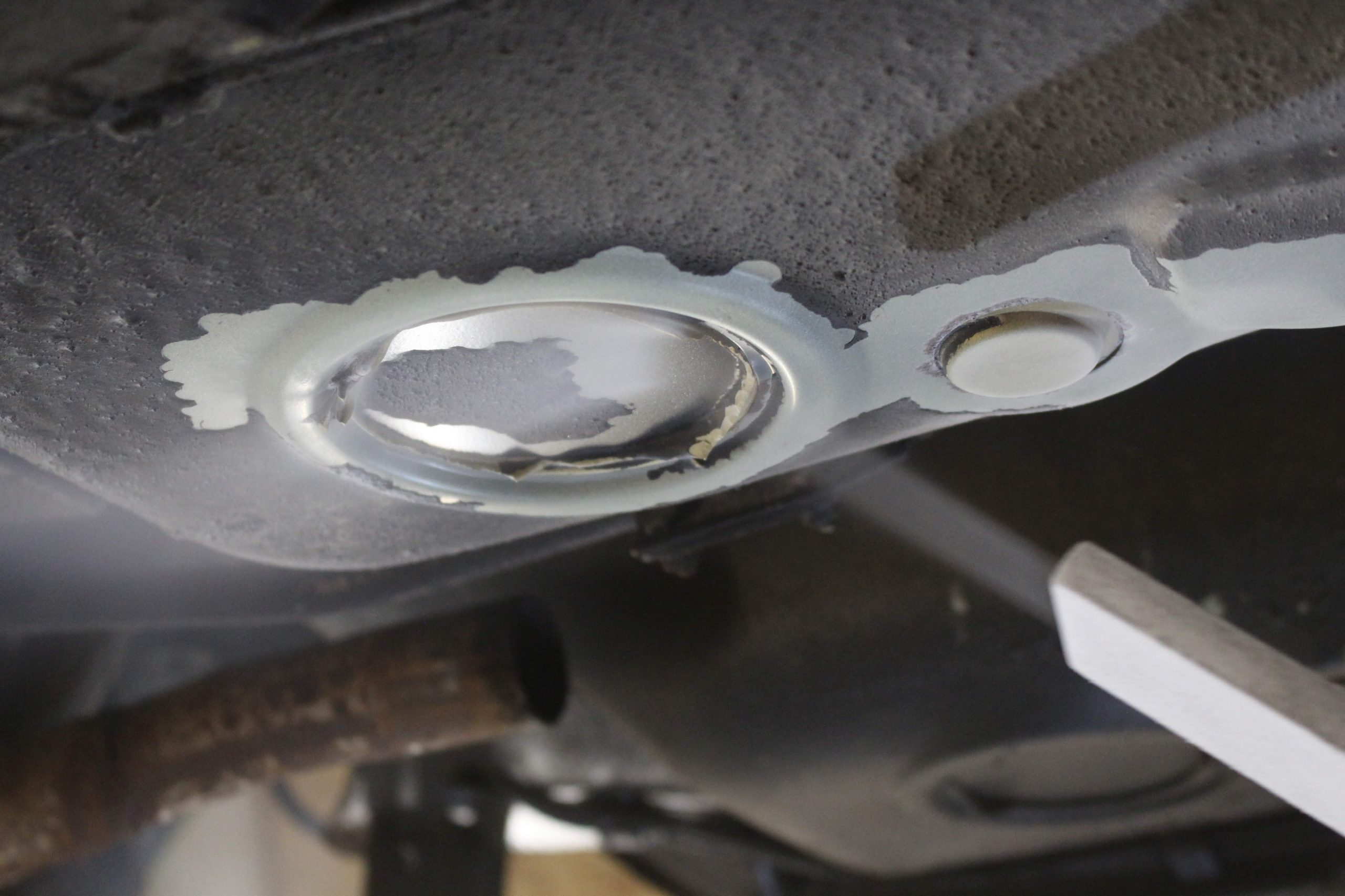
Anwendungsbeispiel der Reinigungsmethode Trockeneisstrahlen zum Entfernen des originalen Unterbodenschutzes eines VW Derby (bis 1985 hergestellt)

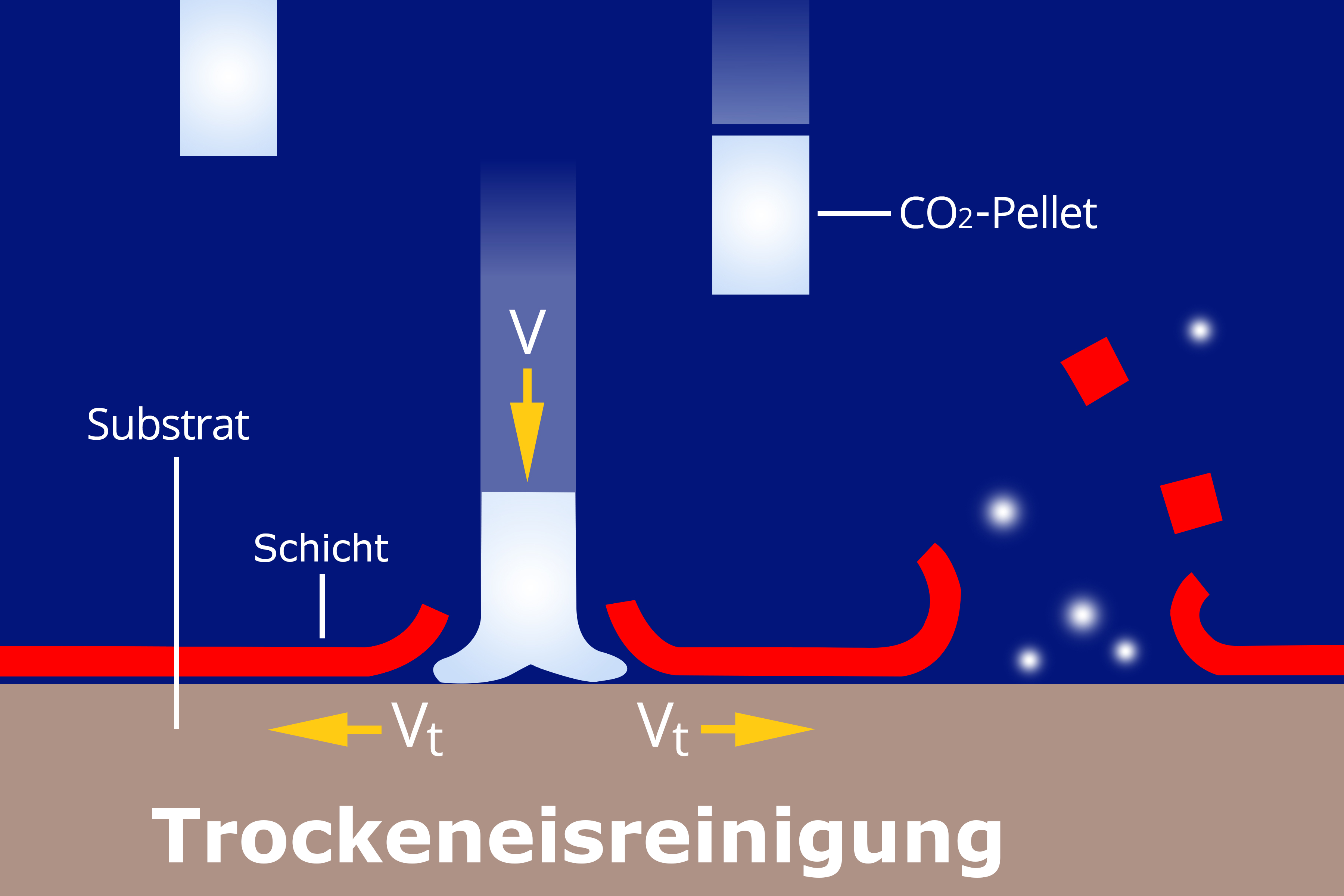
Schematische Darstellung der Entfernung einer Schicht durch Trockeneisstrahlen

Das Trockeneisstrahlen ist ein Druckluftstrahlverfahren, bei dem als Strahlmittel festes Kohlenstoffdioxid, sogenanntes Trockeneis, mit einer Temperatur von rund −79 °C eingesetzt wird. Das Verfahren besitzt ein breites Spektrum an unterschiedlichsten Einsatzbereichen.

## Allgemeines
Trockeneis ist elektrisch nicht leitend, chemisch inert, ungiftig und nicht brennbar. Im Gegensatz zu anderen Strahlmitteln geht Trockeneis bei Umgebungsdruck ohne Verflüssigung direkt vom festen in den gasförmigen Zustand über – es sublimiert.
Zum Reinigen werden die Trockeneispartikel mit Druckluft beschleunigt und treffen auf das zu reinigende Material. Dadurch wird die zu entfernende Schicht lokal unterkühlt und versprödet. Nachfolgende Trockeneispartikel dringen in die Sprödrisse ein und sublimieren beim Auftreffen schlagartig. Das Kohlenstoffdioxid wird gasförmig und vergrößert dabei sein Volumen um etwa das 700- bis 1000-fache. Dabei sprengt es den Schmutz von der Oberfläche ab.
Die Vorteile dieses minimal-abrasiven Verfahrens liegen in der geringen Schädigung des zu reinigenden Materials sowie in der Tatsache, dass nach der Bearbeitung kein Reinigungsmedium zur Entsorgung zurückbleibt, da sich das CO2 gasförmig in der Umgebungsluft verflüchtigt. Da Trockeneis relativ weich ist, werden viele Oberflächen nicht beschädigt; auch empfindliche Elektrobauteile können so gereinigt werden, Leiterplatten mit Einschränkung, da elektrostatische Entladung und Kondensation auftritt. Aufgrund der Möglichkeit, kleinste Geometrien schädigungsarm und ohne Demontage zu bearbeiten, wird Trockeneisstrahlen u. a. zum Reinigen von Gussformen, Entlacken von Baugruppen, Beseitigung von Unterbodenschutz bei der Old- und Youngtimerrestaurierung, beim Reinigen von Austauschmotoren sowie zur Beseitigung von Farben, Gummi, Öl, Fett, Silikon, Wachs, bituminösen Beschichtungen, Trenn- und Bindemitteln sowie Klebstoffen eingesetzt.
In der Denkmalpflege kann Farbanstrich entfernt werden, ohne große Beschädigungen zu verursachen, auch innerhalb von Gebäuden (hier muss aus Sicherheitsgründen unbedingt auf ausreichende Belüftung geachtet werden). Auch wird diese Technik zur Entfernung von Anstrichen und Graffiti sowie zur Beseitigung der Haftwurzeln von Efeu und wildem Wein an Mauern eingesetzt.

## Einsatzbereiche
Das Trockeneisstrahlen findet in unterschiedlichsten Bereichen Anwendung. So wird es unter anderem in den folgenden Einsatzbereichen eingesetzt.
- Industrie und Produktion
- Elektrotechnik
- Bauunternehmen
- Facilitymanagement
- Old- und Youngtimer
- Versicherungen
- Denkmalpflege
- Verkehrsbetriebe
- Raum- und Luftfahrt
- Holzbearbeitung
- Lebensmittelindustrie

## Abrasives Trockeneisstrahlen
Trockeneis ist ein weiches Strahlmittel (2–3 Mohs). Damit auch festsitzende Verunreinigungen (z. B.: Farben auf Stahl, Rostnarben im Stahl, Patina auf Metallen) gründlich entfernt werden, muss der anliegende Arbeitsdruck über 13 Bar liegen. Erst dann hat das weiche Trockeneispellet ausreichend kinetische Energie, um eine abrasive Wirkung zu erzielen. Weiter gibt es speziell entwickelte Maschinen, welche neben den Trockeneispellets ein weiteres Strahlmittel wie z. B. Glasperlen, Glasbruch oder Granatsand aufnehmen. Damit werden ähnliche Reinigungserfolge erzielt wie beim herkömmlichen Abrasivstrahlen (Sandstrahlen). Nachteil beim Bearbeiten von Metallen ist das Kondenswasser, welches durch den Temperaturunterschied entsteht, sodass das blanke Metall somit sofort in Kontakt mit Wasser kommt.

## Eigenschaften der Trockeneispellets
| Strahlmittel        | spez. Dichte | Härte         | Körnung              | erzielbare Rauhtiefe       |
| ------------------- | ------------ | ------------- | -------------------- | -------------------------- |
| Trockeneis- Pellets | 1,56 g/cm³   | 2 (nach Mohs) | L: 5–10 mm d: 3–4 mm | keine Oberflächenaufrauung |